# Valiasr-Straße

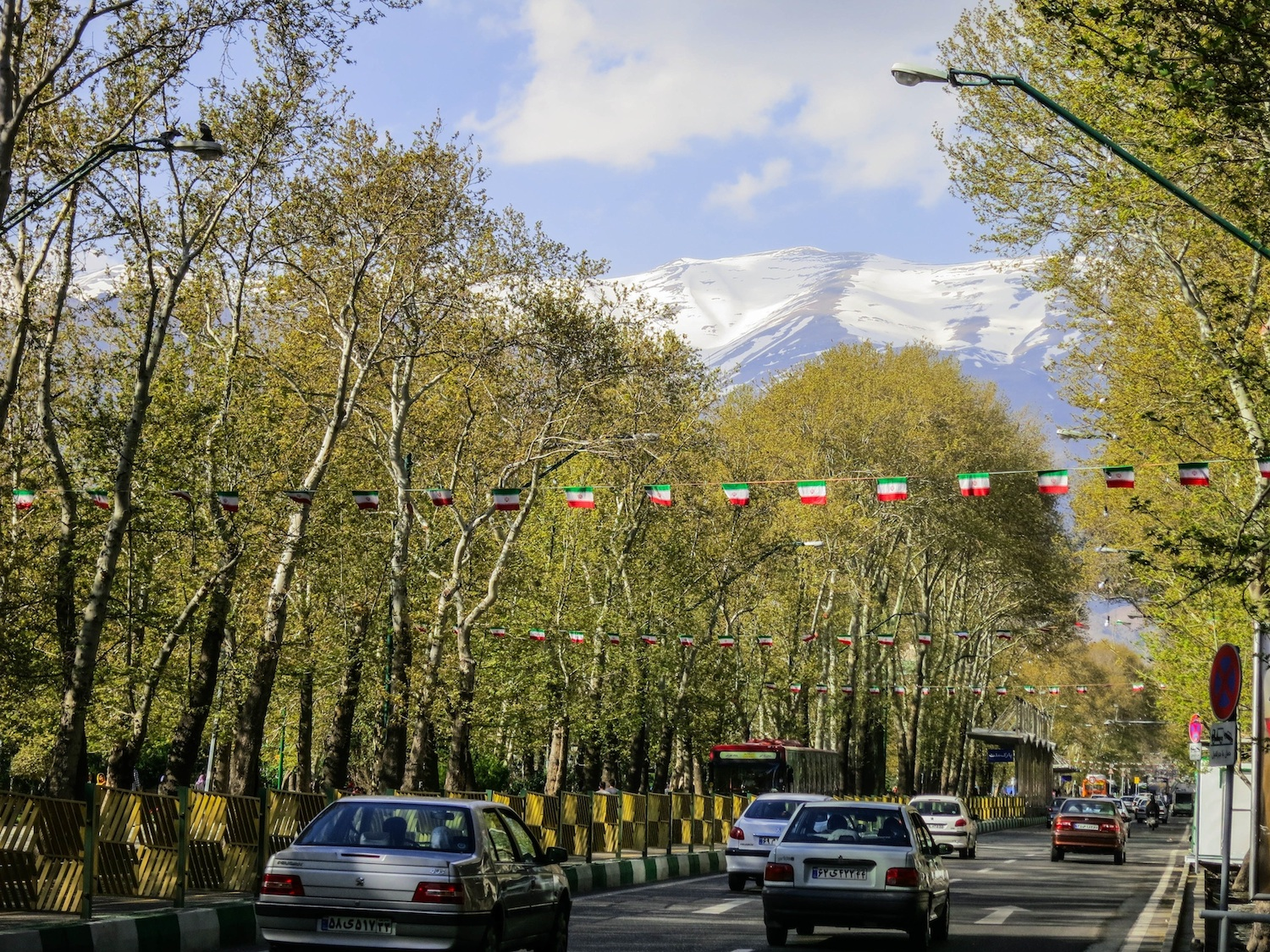

Die Valiasr-Straße (persisch خیابان ولیعصر, Khiyābān-e Valiasr; im Deutschen auch Waliasr-Straße oder Waliasr-Allee) ist eine Straße in Teheran. Sie erstreckt sich über 19,3 km und führt vom Bahnhof Teheran im Süden zum Tadschrisch-Platz im Norden der Stadt.
Die von Platanen gesäumte Straße teilt die Metropole in einen westlichen und östlichen Teil. Sie gilt als eine der ältesten Hauptachsen der Stadt und bildet gleichzeitig deren Handelszentrum.
Die Straße wurde unter Reza Schah Pahlavi gebaut und war zunächst unter dem Namen Pahlavi-Straße (Khiyābān-e Pahlavi) bekannt. Auch heute ist dieser Name noch unter vielen Teheranern gebräuchlich. Nach der Revolution von 1979 wurde er zunächst in Mossadegh-Straße und später in seine heutige Form umgeändert. Valiasr ist arabisch und bedeutet in etwa Prinz der Zeit. Diese Umschreibung bezieht sich auf Muhammad al-Mahdī, den verborgenen Imam der Schiiten.
Die Straße bildet das Zentrum vielfältiger Aktivitäten der Stadt. Zahlreiche Geschäfte und Restaurants sowie eine große Anzahl von Parks wie der Mellat-Park oder der Laleh-Park, Schnellstraßen und Kulturzentren grenzen direkt an.

## Geschichte
Die Straße spiegelt die Entwicklung der Stadt wider: 1870 wurde sie zur Hauptachse der Stadt Teheran. Bis 1950 erbauten hier reiche Basarhändler ihre Häuser. In dieser Zeit wurde die Straße noch von den Stadtmauern Teherans begrenzt. Mit der Haussmannschen Stadtplanungspolitik Reza Schahs wurde die Straße zum Zentrum des kaiserlichen Distrikts und bildete sich zu einem zweiten Stadtzentrum heraus. Die großen Teheraner Familien verließen nun den Süden und ließen sich in dem neuen Stadtteil nieder. Dies war ebenfalls durch die bessere Qualität des Trinkwassers begründet, das zu der Zeit noch in sogenannten Dschubs (eine Art Bächle) aus dem Elburs-Gebirge in die Stadt geleitet wurde. Eine weitere Verlängerung in nördliche Richtung und Erschließung durch Pipelines erfolgte in den 1950er Jahren unter Mohammad Reza Schah. In den 1970er Jahren wurden die Dörfer Vanak und Schemiran der Stadt einverleibt. Mit der Errichtung von schicken Restaurants wie das Chattanooga oder auch Diskotheken war die Verwestlichung Irans, welche der Schah anstrebte, in diesen Vierteln am deutlichsten zu sehen.
Während der provisorischen Regierung wurde die Straße Mossadegh genannt. Nach der Islamischen Revolution erhielt die Straße ihren aktuellen Namen. Heute spiegelt die Stadt das soziale Gemisch der Teheraner Gesellschaft wider.

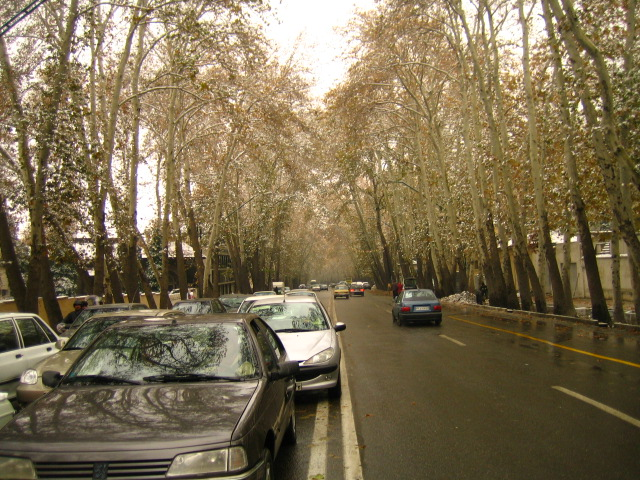
Die Valiasr-Straße im Winter
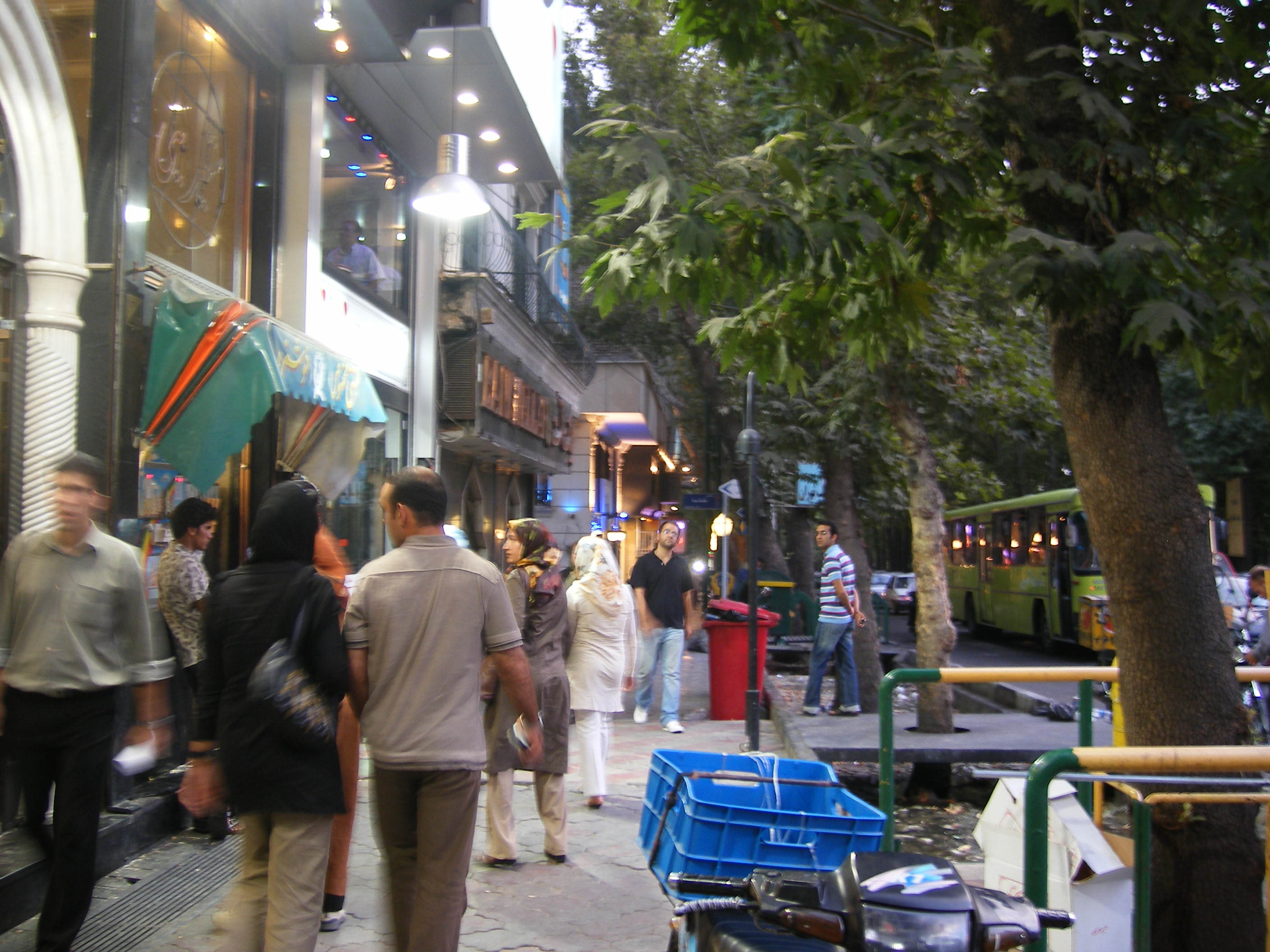
Fußgänger vor einer Einkaufspassage
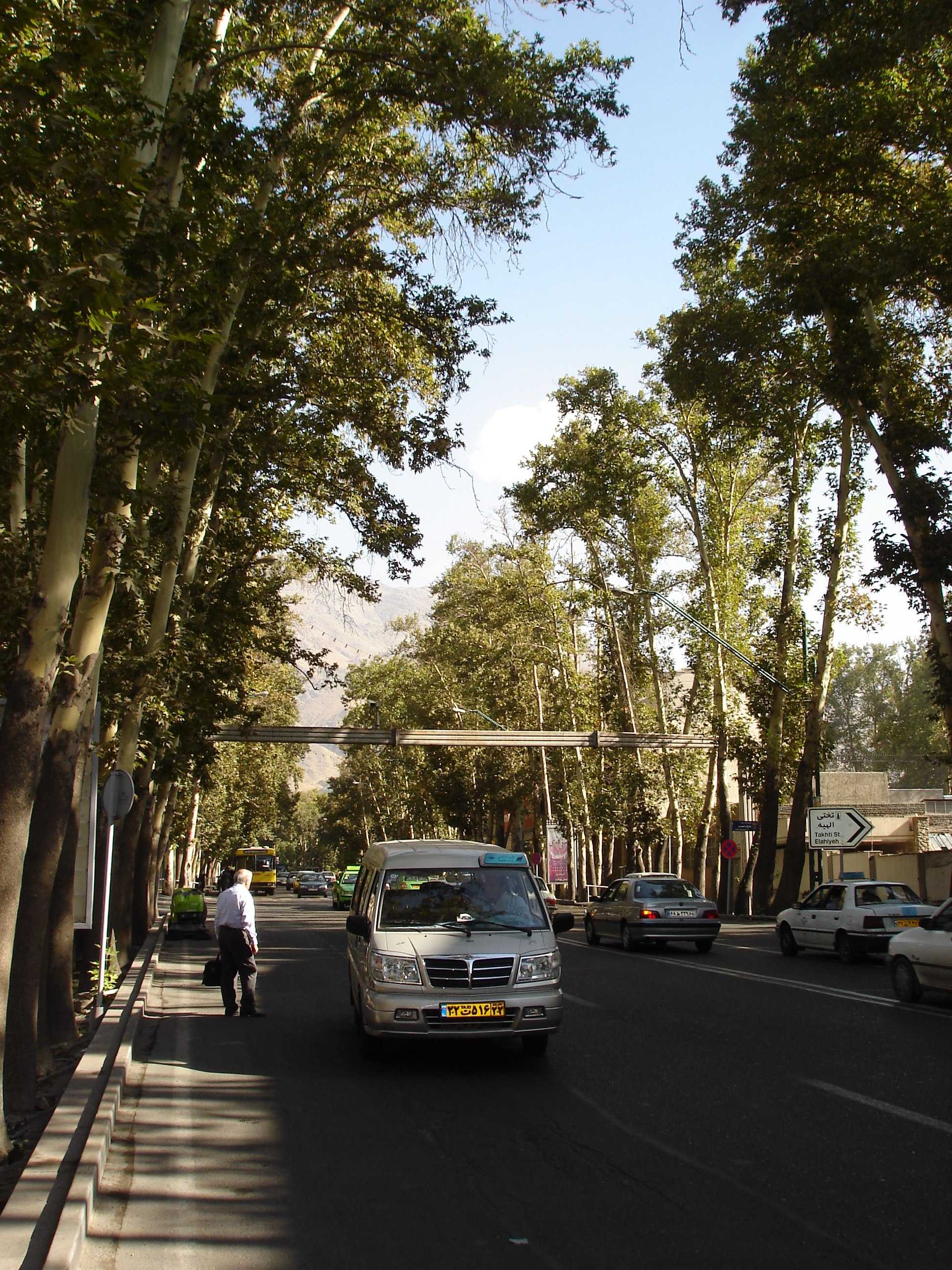
Sammeltaxi auf der Valiasr-Straße